# Batangas Racing Circuit
Der Batangas Racing Circuit ist eine permanente Motorsport-Rennstrecke in Rosario in der Provinz Batangas auf den Philippinen und die längste und wichtigste Rennstrecke des Landes.

## Geschichte

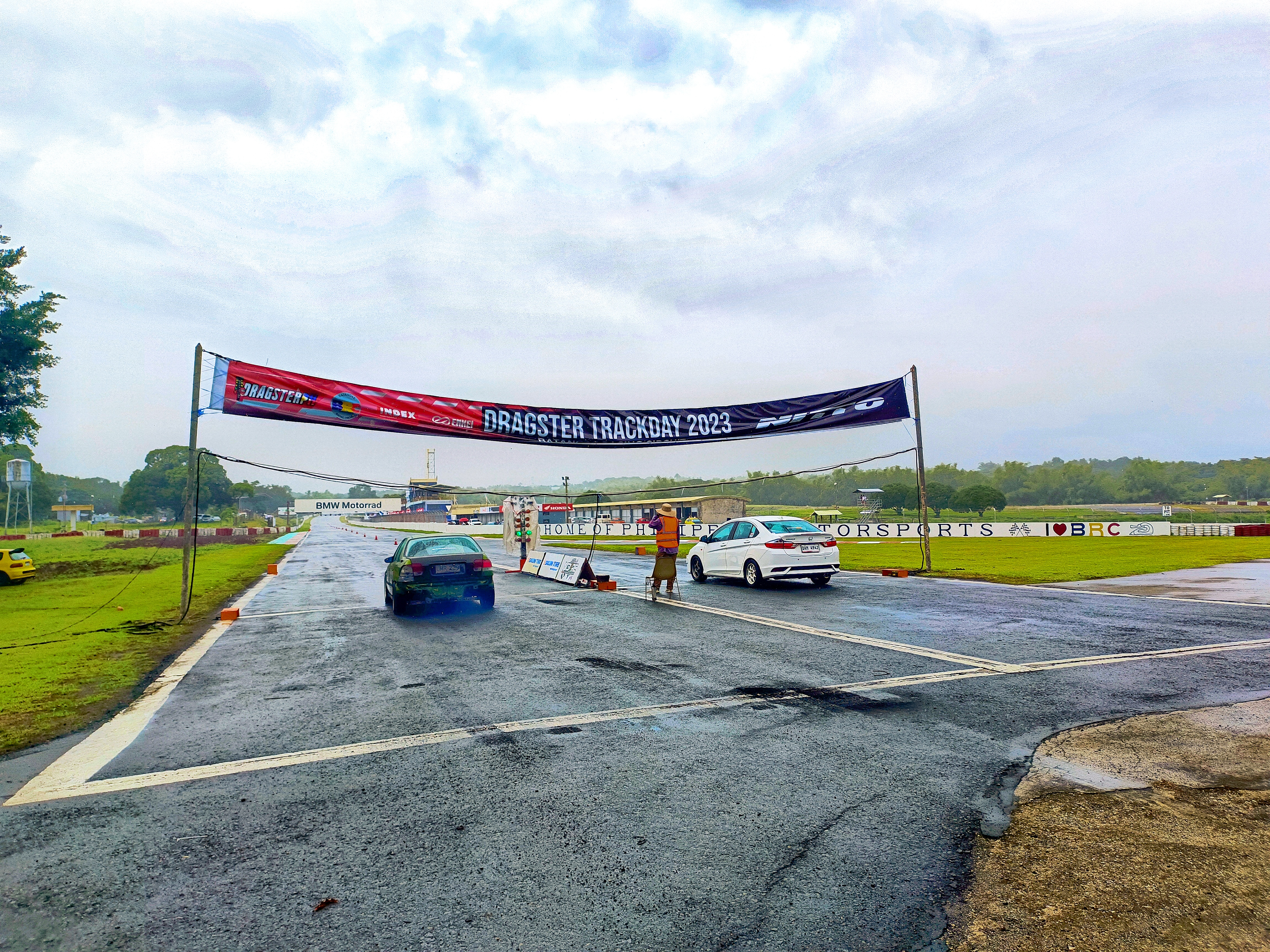
Drag Racing auf dem Batangas Racing Circuit

Die Strecke wurde 1996 als ursprünglich 2,9 km langer Kurs gebaut. 2002 und 2005 folgten Erweiterungen auf die heutige Länge.

## Streckenbeschreibung
Die entgegen dem Uhrzeigersinn befahrene Strecke ist bis zu 3,5 km lang und hat 14 Kurven.   